# 野菜

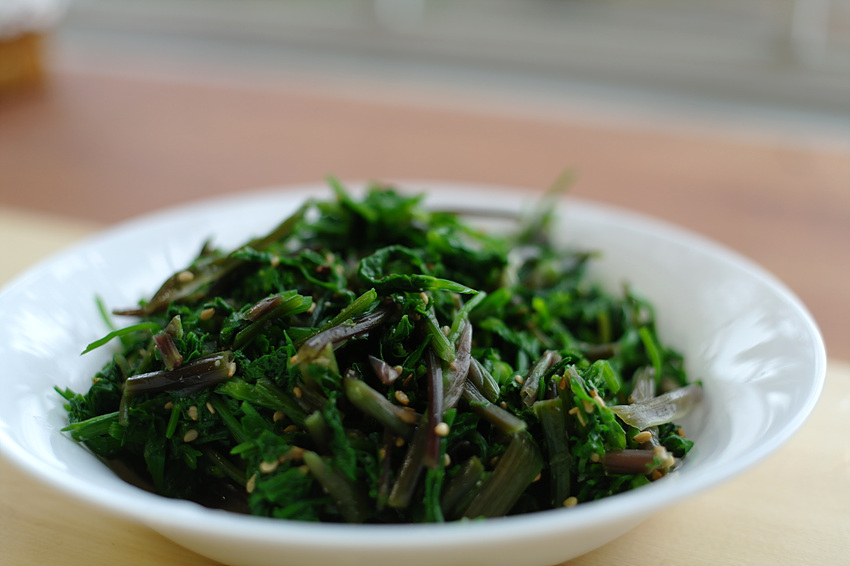
水芹菜沙拉

野菜是從野外少量採摘取得的蔬菜，沒有被人工栽培或大歸模商業採集。少部份野菜被人工種植之後仍被稱為野菜，例如山蘇花、落葵。廣義上的野菜還包括野莓果和野菇。某個蔬菜是否算野菜取決於當地的習慣，例如現代歐洲人不食用牛蒡，也沒有種植，所以會把它當作野菜。
注意日文漢字的「野菜」指的是一般的蔬菜，有時會出現在日本餐廳的菜單上，「山菜」指的才是中文的野菜。

## 歷史

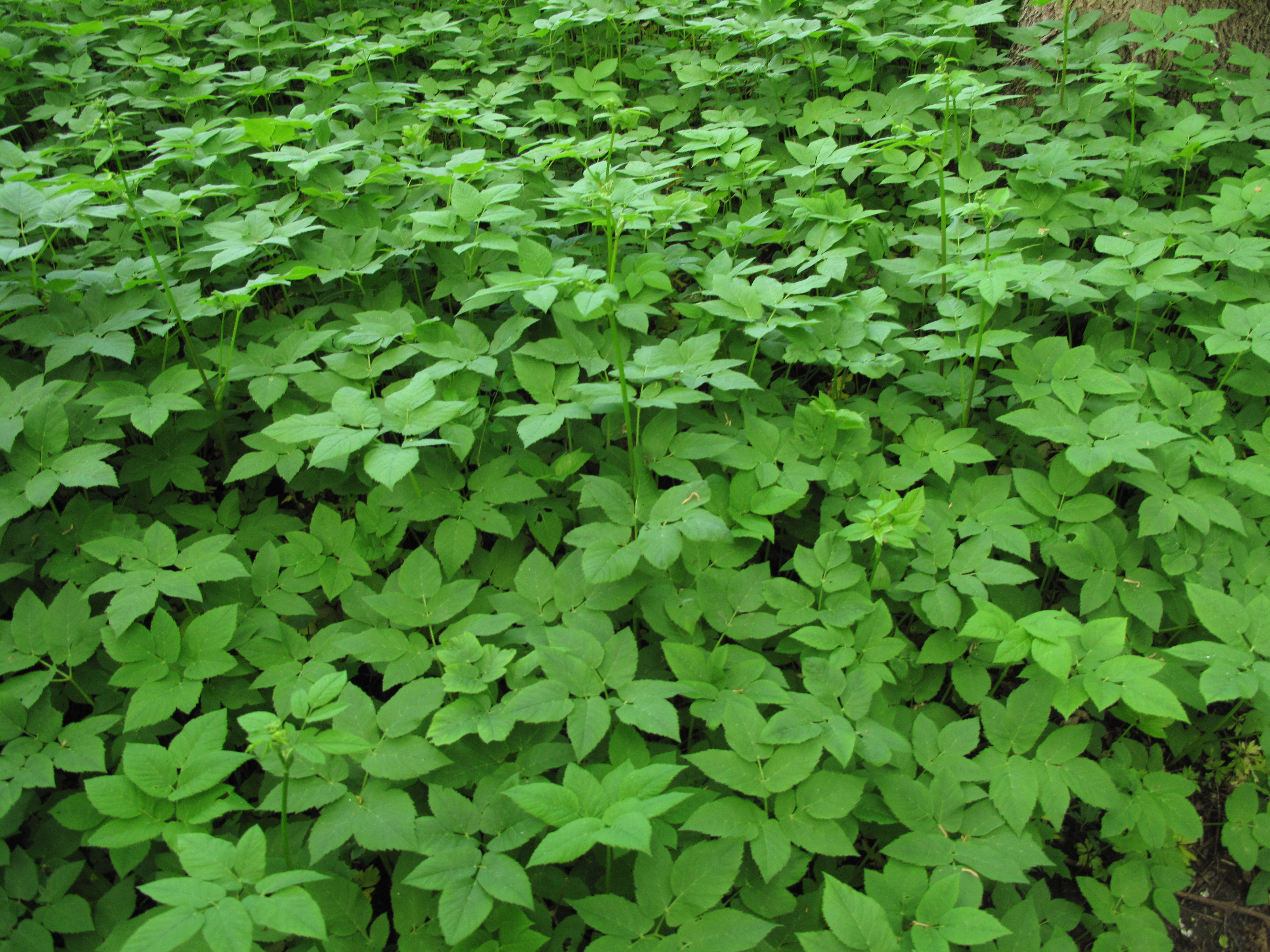
作為園藝植物引入的寬葉羊角芹在許多地方成為入侵種

在遊獵採集的社會，所有的菜都是野菜。在許多地方，隨著農業被發明或傳入、市場分工、以及都市化，野菜漸漸被商業栽種的蔬菜取代，比較不易種植、難以運送和保存或味道不佳的則成為不常食用的野菜，只出現在山產店或民族風味餐中。在21世記初，隨著健康飲食、糧食自給、以及保存傳統文化等概念的流行，有些人重新開始重視野菜。部份如山蘇花開始被大量人工種植，但仍被稱為野菜。
有些野菜被人工引入後成為當地的入侵種，例如大花咸豐草、寬葉羊角芹、三葉草、刺莧。也有些雖然在原生地食用，但在引入的地區主要作為園藝植物而不食用，例如青葙。

## 文化

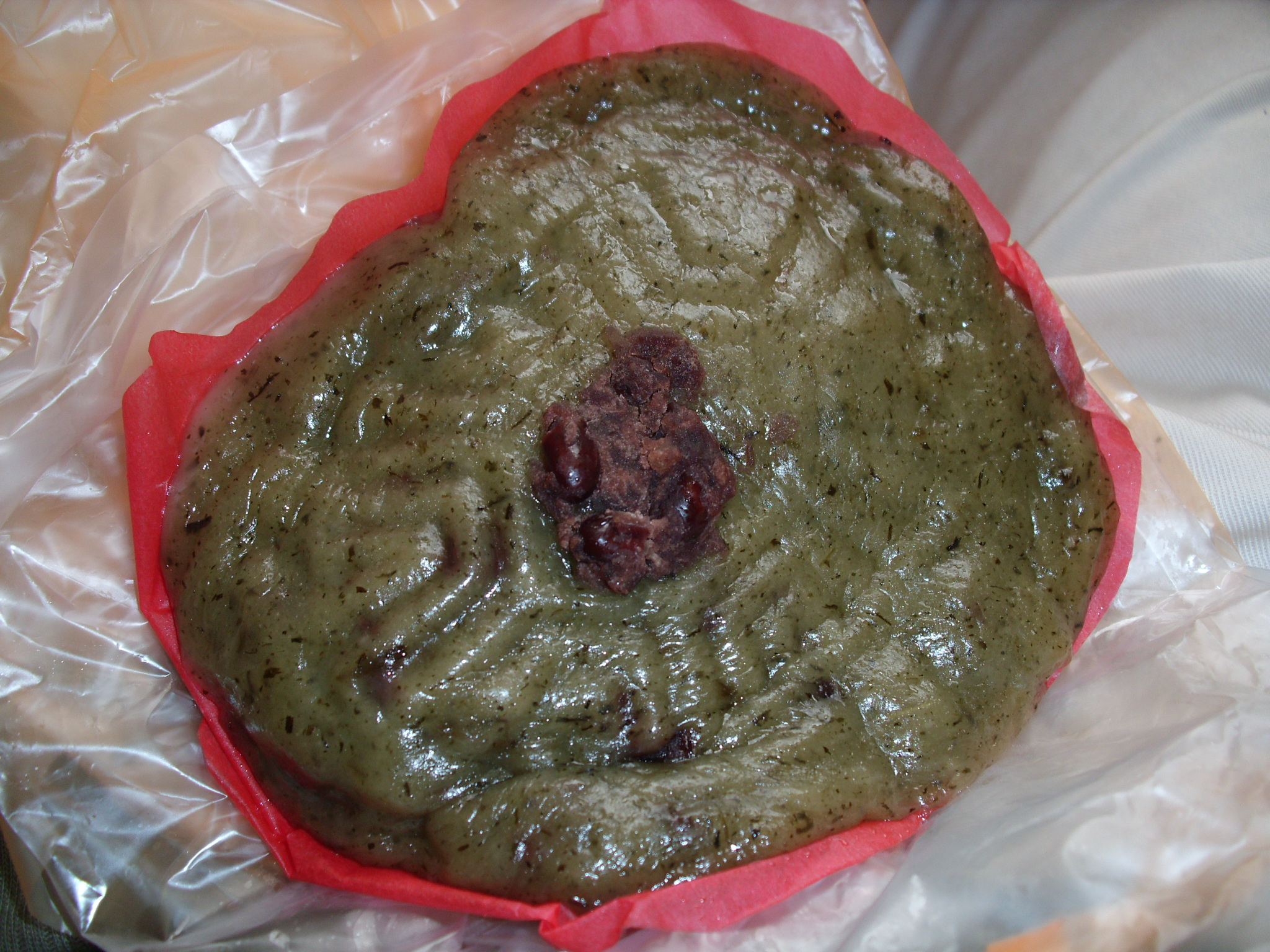
常在清明節食用的草仔粿

有些地區的節日會使用特定野菜，例如端午節使用的菖蒲和艾草、清明節吃的艾草或鼠麴草粿、德國在五朔節飲用香豬殃殃泡的酒、日本會在人日食用的七菜其中包括水芹、繁縷、鼠麴草等野菜。除了節日，因為溫帶地區許多野菜有季節性，所以野菜也和季節產生文化上的連結，例如春天有熊葱等綠葉野菜，夏天有許多野莓，秋天則有許多堅果和野菇。
在多民族共存的地方，野菜有時會和特定民族連結起來，例如在台灣，吃野菜的行為常被視為是阿美族最擅長的活動，且阿美族用較放任的方式種植並商業販售的許多作物也常被稱為野菜。

## 烹調方式
常見的食用方式包括沙拉、煮湯、清炒、或裹粉油炸。需要考量的有以下幾個重點：
- 因為食用的機會較少，通常希望能吃出食材的原味，調味不宜過重。
- 野菜通常纖維較粗，所以需採幼嫩部位食用，或用油炸、切碎、打成汁等方式處理。
- 因為來自野外沒有農藥，為了避免病菌和寄生蟲，最好充份煮熟再吃。
- 有些野菜帶有苦味，最好先用鹽水川燙去除。

## 風險
野菜如果辨認錯誤，可能誤食有毒植物，例如有致命毒性的毒參很容易被誤認為水芹、峨參等傘形科野菜。
另外，因為在野外生長沒有農藥，上面容易有寄生蟲，必須煮熟或充份洗淨。
有些野菜是否可食仍有爭議，例如昭和草、金錢薄荷、蕨可能含有某些有毒成份，不適合長期大量食用。

## 醫療效用
許多野菜也是傳統醫學中的藥草，例如椴樹、蓍草、蒲公英、金錢薄荷等。野菜含有許多一般蔬果沒有的成份，有些可能有醫療保健的功能，尚待進一步研究。

## 野菜列表
以下列出在有些地方被稱為野菜的植物。這個表不完整，而且無法代表任何地區。
- 藍綠菌：葛仙米藻
- 地衣：Cetraria islandica、Cladonia rangiferina、Bryoria fremontii
- 蕨類：蕨、山蘇花、鳥巢蕨、過溝菜蕨、問荊、莢果蕨、分株假紫萁、紫萁、腎蕨、筆筒樹
- 裸子植物：大部份松和杉的嫩芽和花粉可以食用。
- 單子葉植物：菖蒲、黃藤、芒草、包籜箭竹。
- 雙子葉植物
  - 傘形科：水芹、峨參、寬葉羊角芹
  - 菊科：野菊花、蓍草、蒲公英、昭和草、大花咸豐草、艾草、鼠麴草、同花母菊、黃鵪菜、兔兒菜、刀傷草
  - 蓼科：酸模、火炭母草、扛板歸、虎杖、萹蓄
  - 莧科：刺莧、青葙、藜
  - 馬齒莧科：馬齒莧、土人參
  - 蕁麻科：蕁麻、小葉冷水花、密花苧麻
  - 酢漿草科：紫花酢漿草、酢漿草
  - 茜草科：香豬殃殃、拉拉藤
  - 十字花科：大多數十字花科植物都可食，常見野菜包括葱芥、細葉碎米薺、薺菜、綠獨行菜、歐亞香花芥
  - 唇形科：金錢薄荷、野芝麻
  - 茄科：龍葵、水茄、紅茄、苦蘵
  - 豆科：三葉草、救荒野豌豆
  - 芸香科：食茱萸
  - 葱科：熊葱
  - 石竹科：繁縷、大葉繁縷
  - 桑科：構樹、雀榕
  - 落葵
  - 椴樹
  - 魚腥草
  - 秋海棠
  - 乳草
  - 番杏